# Milltjärnen, Norrbotten
Milltjärnen är en sjö i Bodens kommun i Norrbotten och ingår i Piteälvens huvudavrinningsområde.